# Bjarmaland

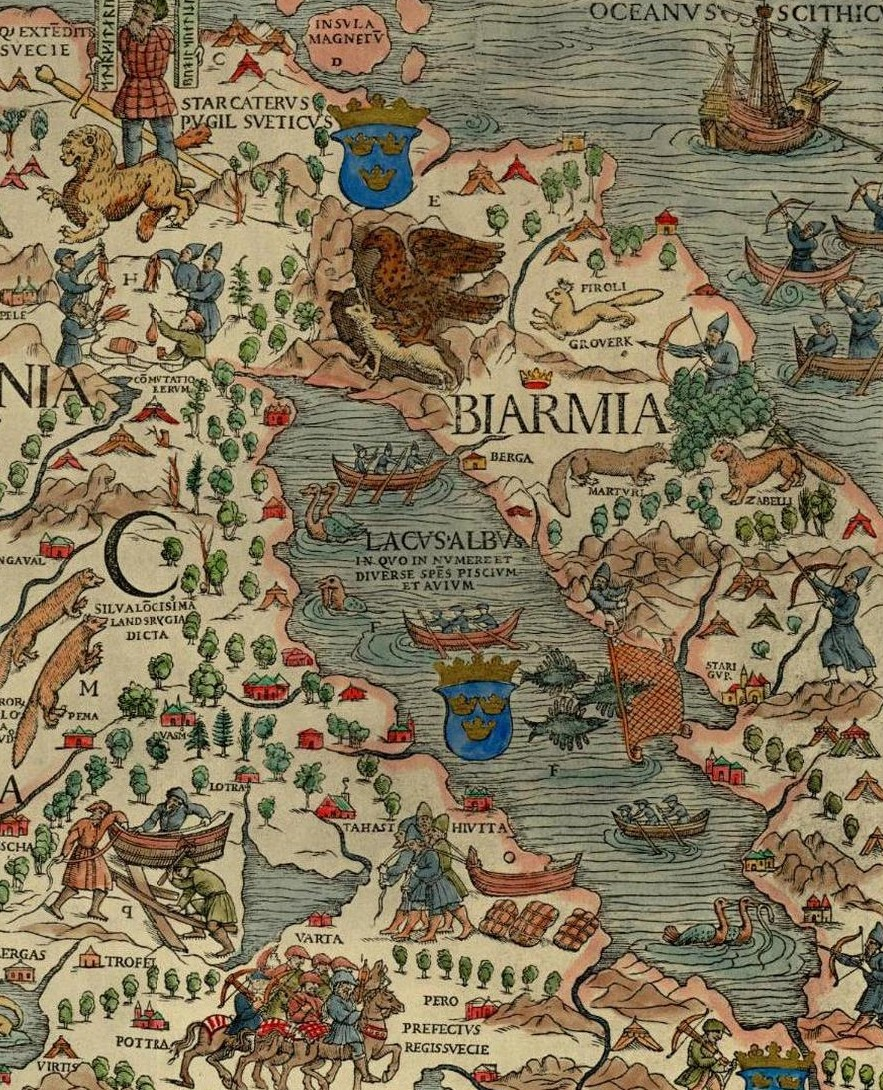
Bjarmaland (Biarmia) på Olaus Magnus Carta Marina (ca 1540).

Bjarmaland är det fornnorska namnet på norra Ryssland, vilket sedan äldsta tider var bebott av finsk-ugriska stammar. Inbyggarna, bjarmerna, levde på pälshandel. Det är möjligt att namnet härleder sig från staden Perm i trakten av mellersta Ural, sedan gammalt en pälshandelns huvudort.
Enligt den norske arkeologen och socialantropologen Knut Odner var bjarmerna förmodligen samma folk som det som senare blivit känt som komier. Bjarmaland hyllas av den komi-syrjänske skalden Kallistrat Zjakov (Kaljö Paljö) i verket "Biarmija".
I de isländska sagorna omtalas handelsresor från Norge till sjöss till Bjarmaland, sannolikt till nuvarande Archangelsk och uppför floden Vina, det vill säga Norra Dvina. Den första resan gjordes av Ottar cirka 890. Därefter var norrmännen ofta där, antingen för att idka pälshandel eller för att plundra. Mest känd är Tore Hunds resa år 1026, då vikingarna efter en handelssammankomst återvände och skändade bjarmernas helgedom Jomali. I Olav den heliges saga finns detta återgivet. 
| ”                                | Tore gick tillbaka till Jomali och tog en silverbägare som stod i hans knä. Den var full med silverpengar. Han hällde silvret i sin kappa och drog handtaget på bägaren över armen. Därefter gick han till grinden. Alla följeslagarna hade kommit ut genom gärdesgården när de upptäckte att Tore hade stannat kvar. Karle hade gått tillbaka för att leta efter honom och de möttes innanför grinden. Karle såg att Tore hade silverbägaren. Sedan sprang Karle fram till Jomalin. Han såg att det satt ett kraftigt smycke om halsen på den. Karle lyfte yxan och högg av remmen som smycket var fäst vid bakom halsen. Hugget var så hårt att huvudet föll av Jomali. Det blev så mycket oljud att de alla tyckte att det var underligt. Karle tog smycket. Därefter gav de sig av. | „ |
| – Snorre Sturlasson 1993, s. 194 | |   |

Resorna blev färre och färre, den sista nämns 1222, eftersom bjarmernas handelsmöjligheter minskade i takt med att Novgorod expanderade norrut och kapade rutten från Dvina till Volga.